# Argentinosaurus

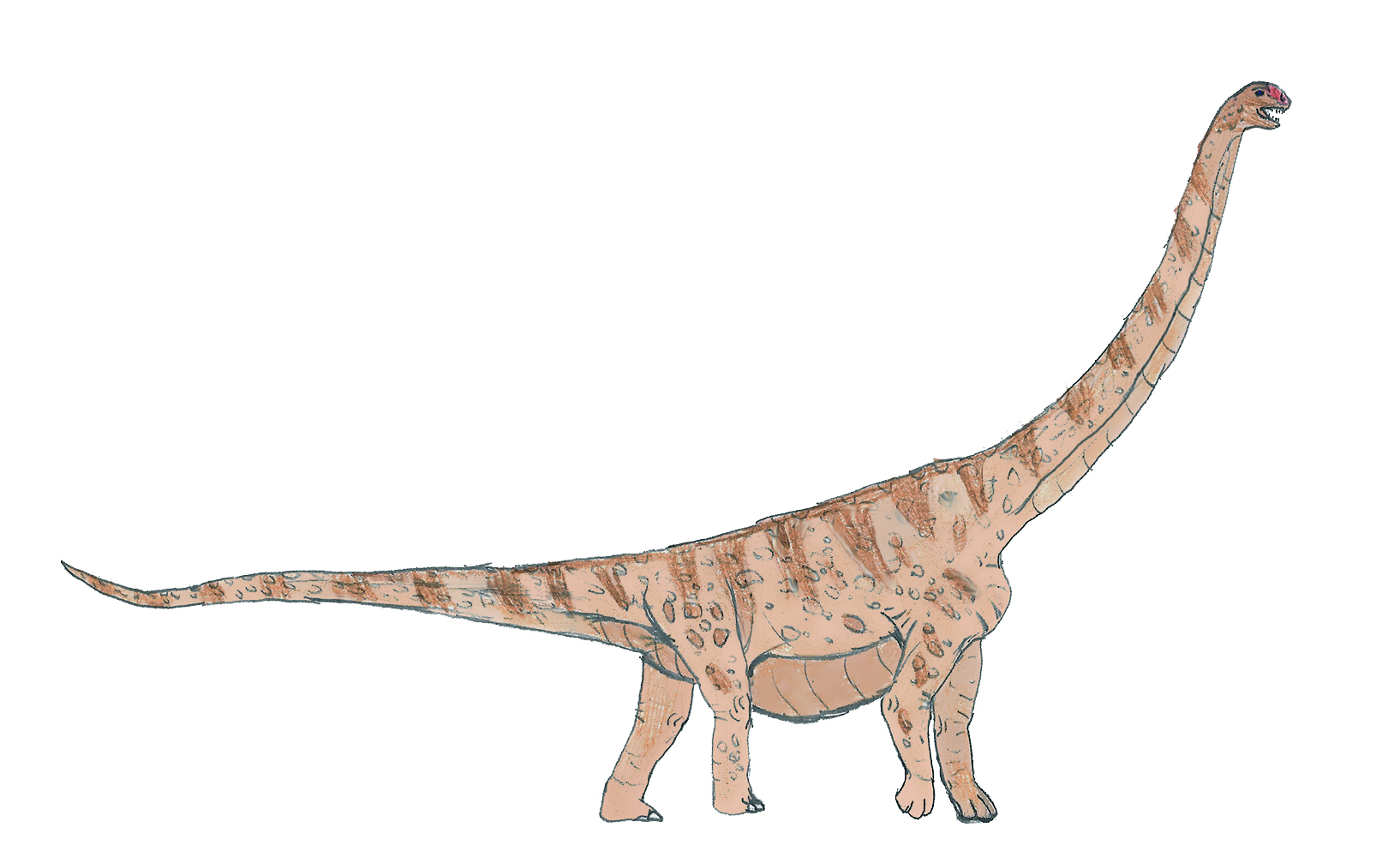
Desenho do Argentinosaurus huinculensis.

Argentinosaurus (do latim que significa "lagarto da Argentina") foi uma espécie de dinossauro herbívoro e quadrúpede que viveu no fim do período Cretáceo. Media por volta de 35 metros de comprimento, cerca de 20 metros de altura e pesava algo entre 60 e 90 toneladas.

## Descoberta
O Argentinosaurus viveu na América do Sul e, como seu próprio nome sugere, foi descoberto na Argentina. Em 1987, o fazendeiro Guillermo Heredia encontrou dentro de suas terras, na província de Neuquén, grandes restos que ele confundiu com troncos petrificados. Depois, porém, ele percebeu que aqueles restos eram na verdade enormes ossos. Após a vinda do paleontólogo Rodolfo Coria e a equipe do Museu Carmen Funes, ficou claro que estavam diante de uma espécie desconhecida de dinossauro. Em 1989, as escavações começaram e após dois anos, foram retiradas vértebras, tíbias, costelas e partes da pélvis. Em 1991, um estudo sobre os ossos foi iniciado e, com a ajuda do Dr. José Fernando Bonaparte, do Museu de Buenos Aires, o animal pôde ser apresentado à comunidade científica em 1993.

## Descrição

Tamanho do Argentinosaurus

Em 1994, Gregory S. Paul fez uma estimativa de 30 a 35 metros de comprimento e de 80 a 100 toneladas de massa para o Argentinosaurus, mas posteriormente publicou uma estimativa menor, de 30 metros e "mais de 50 toneladas" em 2010. Em 2017, após as descobertas do Patagotitan e do Rukwatitan, Nima Sassani calculou um comprimento de 37 metros e uma massa de aproximadamente 90 toneladas.

## Paleobiologia
Como a quantidade de fósseis desse dinossauro é extremamente reduzida, pouco se sabe sobre ele. Habitava a mesma região que o terópode Giganotosaurus.